# MTV Unplugged in New York
MTV Unplugged in New York é o primeiro álbum ao vivo e o segundo álbum de vídeo, contendo um concerto, da banda americana Nirvana, lançado em 1º de novembro de 1994 pela DGC Records, após a morte do vocalista, guitarrista e compositor da banda, Kurt Cobain, em abril do mesmo ano. O álbum apresenta um concerto acústico gravado no Sony Music Studios em 18 novembro de 1993 em Nova York, nos Estados Unidos, para a série de televisão MTV Unplugged. O concerto foi dirigido por Beth McCarthy e exibido pela primeira vez na MTV americana em 16 de dezembro de 1993. A versão em DVD do álbum foi lançada em 20 de novembro de 2007. Por oposição à prática tradicional da MTV Unplugged, o Nirvana tocou um setlist composto principalmente de material menos conhecido e covers de canções do The Vaselines, do David Bowie, do Meat Puppets e do Leadbelly.
O álbum estreou em 1º lugar na Billboard 200 e alcançou a primeira posição em vários outros países. MTV Unplugged in New York foi certificado nove vezes platina no Canadá, e também se tornou um álbum multiplatina em vários países, sendo também certificado como ouro e platina pela Associação Brasileira dos Produtores de Discos. Ele é o álbum póstumo de maior sucesso do grupo, e também está entre os álbuns póstumos que mais venderam na história. Foi aclamado pela crítica como uma prova de que a banda foi capaz de transcender o som grunge a que ela estava comumente associada. Foi considerado pela Revista Rolling Stone o melhor MTV Unplugged já produzido até hoje.

## Performance
O Nirvana já estava em negociações com a MTV há algum tempo para aparecer na sua série acústica chamada MTV Unplugged. Foi quando o Nirvana estava em turnê com o Meat Puppets que Kurt Cobain finalmente aceitou. Para esse concerto, a banda queria fazer algo diferente de um típico episódio do MTV Unplugged. De acordo com Dave Grohl: "Nós vimos os outros Unpluggeds e não gostamos muito deles, porque a maioria das bandas tratava-os como shows de rock — tocavam seus sucessos como eles eram tocados no Madison Square Garden, com a exceção de violões." O grupo procurou o álbum The Winding Sheet de Mark Lanegan como fonte de inspiração. Entre os membros da banda, surgiu a ideia de incluir uma canção cover do David Bowie, chamada de "The Man Who Sold the World", e convidar os membros do Meat Puppets para tocar com eles. Ainda assim, a perspectiva de realizar um show totalmente acústico deixou Cobain nervoso.
A banda se dedicou a dois dias de ensaios. As sessões dos ensaios foram tensas e difíceis, com a banda tendo problemas para tocar várias canções. Durante as sessões, Cobain discordou da MTV sobre a forma como a performance deveria ser apresentada. O produtor Alex Coletti lembrou que a MTV estava descontente por eles terem escolhido o Meat Puppets como convidados: "Eles queriam ouvir "certos" nomes - Eddie Vedder ou Tori Amos ou sabe Deus quem", lembra Coletti. A MTV também estava descontente pela falta dos sucessos do Nirvana na setlist. Um dia antes da filmagem, Cobain se recusou a tocar. No entanto, ele apareceu no estúdio na tarde seguinte. Cobain estava sofrendo de abstinência de drogas e nervosismo naquele momento; um observador disse: "Não havia nenhuma brincadeira, nenhum sorriso, nenhum divertimento vindo dele. Por isso, todos estavam mais do que um pouco preocupados com seu desempenho."
O Nirvana realizou as gravações para o MTV Unplugged em 18 de novembro de 1993, no Sony Studios em Nova York. Apesar de ser contra uma premissa do show, Cobain insistiu em tocar com o seu violão e com o seu amplificador e pedais de efeitos. Coletti construiu uma caixa falsa na frente do amplificador para disfarçá-lo como um calço do monitor. Coletti disse: "Isso deu segurança a Kurt. Ele estava acostumado a ouvir esse violão através de seu Fender. Ele queria ter esses efeitos. Você pode ouvi-lo em 'The Man Who Sold The World'. É apenas um violão, mas obviamente, ele passa por um amplificador." À formação do Nirvana, foi acrescentada o guitarrista Pat Smear e a violoncelista Lori Goldston, que tinha saído em turnê com a banda. Cobain sugeriu que o palco fosse decorado com lírios Stargazer, velas pretas, e um lustre de cristal. Então o produtor do show perguntou a Cobain, "Você quer dizer como um funeral?", ao que o cantor respondeu: "Exatamente. Como um funeral."
Ao contrário de muitos artistas que gravaram o show, o Nirvana filmou sua performance inteira em um único take. O setlist da banda contou com quatorze músicas, incluindo seis versões covers. A banda se esquivou de tocar os seus mais conhecidos sucessos. O único hit que a banda apresentou foi o seu single de 1992 "Come as You Are". Cris e Curt Kirkwood do Meat Puppets, se juntaram à banda no palco para executar três músicas de sua banda com o Nirvana. O conjunto terminou com uma performance de uma canção tradicional "Where Did You Sleep Last Night" inspirada pelo blues de Leadbelly. Depois que a banda terminou, Cobain discutiu com os produtores do show, que queriam um bis. Cobain se recusou porque ele sentiu que não poderia ter um perfeito desempenho na canção.

## Recepção
| Críticas profissionais | Críticas profissionais |
| Avaliações da crítica  | Avaliações da crítica  |
| Fonte                  | Avaliação              |
| ---------------------- | ---------------------- |
| Allmusic               | link                   |
| Entertainment Weekly   | (A) link               |
| NME                    | link                   |
| Robert Christgau       | (A) link               |

## Faixas
Todas as faixas por Kurt Cobain, exceto onde anotado.
1. "About a Girl" - 3:37
2. "Come As You Are" - 4:13
3. "Jesus Wants Me for a Sunbeam" (Kelly/McKee; cover dos Vaselines) - 4:37
4. "The Man Who Sold The World" (cover de David Bowie) - 4:20
5. "Pennyroyal Tea" - 3:40
6. "Dumb" - 2:52
7. "Polly" - 3:16
8. "On a Plain" - 3:44
9. "Something In The Way" - 4:01
10. "Plateau" (Kirkwood; cover dos Meat Puppets) - 3:38
11. "Oh, Me" (Kirkwood; cover dos Meat Puppets) - 3:26
12. "Lake of Fire" (Kirkwood; cover dos Meat Puppets) - 2:55
13. "All Apologies" - 4:23
14. "Where Did You Sleep Last Night" (cover de Leadbelly) - 5:08

## Desempenho nas paradas
| Parada musical (1994)     | Posição |
| ------------------------- | ------- |
| Australian Albums Chart   | 1       |
| Austrian Albums Chart     | 1       |
| Belgian Albums Chart (VL) | 3       |
| Belgian Albums Chart (WA) | 6       |
| Canadian Albums Chart     | 1       |
| Dutch Albums Chart        | 2       |
| Finland Album Chart       | 3       |
| French Albums Chart       | 1       |
| German Albums Chart       | 6       |
| Japanese Albums Chart     | 20      |
| New Zealand Albums Chart  | 1       |
| Norwegian Albums Chart    | 6       |
| Spanish Albums Chart      | 1       |
| Swedish Albums Chart      | 2       |
| Swiss Albums Chart        | 3       |
| UK Albums Chart           | 1       |
| US Billboard 200          | 1       |

| Parada musical (1994)    | Posição |
| ------------------------ | ------- |
| Australian Albums (ARIA) | 7       |

| Parada musical (1994)    | Posição |
| ------------------------ | ------- |
| Australian Albums (ARIA) | 13      |

| Parada musical (1994)    | Posição |
| ------------------------ | ------- |
| Australian Albums (ARIA) | 48      |

| Parada musical (2015)                     | Posição |
| ----------------------------------------- | ------- |
| UK Vinyl Albums (Official Charts Company) | 10      |